# 12a Divisió Panzer SS Hitlerjugend
12a Divisió Panzer SS Hitlerjugend va ser una Divisió Blindada de les Waffen-SS emprada per Alemanya en els fronts de l'Est i de l'Oest durant la Segona Guerra Mundial. La majoria dels seus components havien estat membres de les Joventuts Hitlerianes (Hitlerjugend) i havien nascut cap a 1926. És una de les dues divisions alemanyes que van dur el nom d'Adolf Hitler.

## Constitució
Durant el mes de gener de 1943, el SS-Gruppenführer Gottlieb Berger va proposar al Reichsführer-SS Heinrich Himmler la formació d'una Divisió de les SS composta per membres de les Joventuts Hitlerianes. Aquest ho aprova i el 10 de febrer de 1943 es dicta el decret oficial per a la utilització de joves del reemplaçament de 1926 per a formar la Divisió SS Hitlerjugend. Com a comandant de la divisió, Himmler va designar al SS-Oberführer Fritz Witt, sortit de la Leibstandarte SS Adolf Hitler, unitat foguejada en combat, que igualment va subministrar altres quadres per a la nova Divisió.
Després d'un concurs, es va adoptar la insígnia de la Divisió, formada per la runa de la victòria de les Joventuts Hitlerianes creuada amb una clau, la insígnia de la Leibstandarte. Fins a l'1 de setembre de 1943, més de 16.000 membres de les "Joventuts Hitlerianas" van ser cridats a les seves files i van rebre durant 6 setmanes una formació militar bàsica. Durant el seu període de formació en Beverloo (Bèlgica), es va decidir transformar la Divisió, inicialment prevista com Divisió de Panzergrenadier (Infanteria motoritzada), en una Divisió blindada (Panzerdivision). Arran de l'atorgament d'un nombre a les unitats de les Waffen-SS el 22 d'octubre de 1943, la unitat rep el nombre 12 i els seus dos Regiments de Panzergrenadier els nombres 25 i 26.
El març de 1944, la Divisió estava a punt per a la seva bateig de foc, i va ser transferida a Caen, en Normandia, sota el comandament del Panzergruppe West. Durant el seu trasllat, 86 persones van ser assassinades per membres de la Divisió com a represàlia per un atac al tren que viatjaven en la nit de l'1 al 2 d'abril de 1944 (massacre d'Ascq).

## Combats en Normandía
El 6 de juny de 1944 va rebre el seu bateig de foc durant l'Operació Overlord, el desembarcament i alliberament de Normandia pels aliats. La 12a SS Divisió Panzer Hitlerjugend era llavors, amb la 21a Divisió Panzer, la unitat blindada de reserva estacionada més a prop de les platges de desembarcament. Però de resultes dels intensos bombardejos aeris en la zona, no va poder iniciar el combat sinó a les 22 hores, en les proximitats d'Évrecy. El 7 de juny, el 25è Regiment de Panzergrenadier SS, al comandament del SS-Standartenführer Kurt Meyer, conegut com a Panzermeyer, i la 2a Companyia del 12è Regiment Blindat SS van assolir rebutjar un atac canadenc, destruint 28 carros i provocant fortes pèrdues al Regiment Nova Scotia Highlanders. El Kampfgruppe només va tenir sis baixes.
Durant aquesta acció, 7 presoners de guerra canadencs van ser assassinats per membres de la Hitlerjugend a l'Abadia d'Ardenne, prop de Saint-Germain-la-Blanche-Herbe. No obstant això, durant el judici contra Panzer Meyer, el desembre de 1945, es va reconèixer que presoners alemanys havien estat executats d'igual manera pels canadencs. El 8 de juny, el 26è Regiment Panzergrenadier SS, al comandament del SS-Obersturmbannführer Wilhelm Mohnke, va arribar les seves posicions a l'oest de les tropes de Meyer. El regiment va marxar cap a Norrey-en-Bessin, ocupant aquest poble d'importància estratègica. El 14 de juny, la Royal Navy va obrir foc sobre la Caserna General de la Divisió, situada a Venoix, resultant mort el seu comandant, Fritz Witt. Va ser reemplaçat per Kurt Meyer, el qual, a l'edat de 33 anys, es convertí en el més jove comandant d'una Divisió durant la Segona Guerra Mundial.
Meyer fou posteriorment acusat de crims de guerra, ja que havia ordenat a les seves unitats no fer presoners. La Divisió va rebre llavors l'ordre de reconquistar Caen en les següents quatre setmanes, encara que tenia menys efectius que l'enemic i tampoc podia comptar amb suport aeri. En la primera setmana de juliol, la Divisió va sofrir importants pèrdues, i Meyer va ignorar les ordres rebudes de sostenir una línia defensiva al nord de Caen. Es va retirar llavors amb les seves tropes en direcció al sud. La Divisió Hitlerjugend havia sofert ja 4.000 morts, 8.000 ferits i nombrosos desapareguts.

## La retirada
Durant les setmanes següents, la Divisió va retrocedir fins a la frontera franco-belga, i en el mes de setembre només li quedaven a la unitat 2.000 homes. El mateix Kurt Meyer va ser fet presoner pels resistents belgues el 6 de setembre, sent substituït pel SS-Obersturmbannführer Hubert Meyer. La Divisió és transferida el novembre a Nienburg, on havia de ser reconstituïda després del seu anihilament. Meyer va ser substituït pel SS-Obersturmbannführer Hugo Kraas. Sota el seu comandament, la Divisió es va integrar en el VI Exèrcit Panzer-SS, al comandament del SS-Oberstgruppenführer Sepp Dietrich, amb la qual participà en la batalla de les Ardenes.
L'operació Wacht am Rhein, que es va iniciar el 16 de desembre de 1944, fou ràpidament frenada per l'aferrissada resistència de les tropes nord-americans. I malgrat la seva fèrria voluntat, els alemanys no van assolir travessar les seves línies defensives. La Hitlerjugend va prendre part en el lloc de Bastoña, però a partir del 18 de gener de 1945, la Divisió va ser, com la resta d'unitats alemanyes, rebutjada fins a les seves posicions de partida.

## Hongria i Àustria
El 20 de gener de 1945, el VI Exèrcit Panzer-SS fou enviat a Hongria per a intentar la reconquesta de la ciutat de Budapest, en la qual 45.000 homes del IX Cos de Muntanya de les SS es trobaven voltats (batalla del setge de Budapest). La Divisió arriba a la ciutat al febrer, tan sols uns dies abans de la caiguda definitiva de la ciutat en mans de l'Exèrcit Roig. La Hitlerjugend havia lluitat prop de la ciutat de Gran, situada a la vora del Danubi. La Divisió va prendre part en una operació consistent en la reconquesta dels camps petrolífers existents en l'entorn del llac Balatón (Ofensiva del Llac Balatón o Operació Frühlingserwachen). Hitler estava ansiós per a mantenir el secret d'aquesta operació i va ordenar en conseqüència que no s'efectuessin reconeixements previs a l'ofensiva sobre el camp de batalla. A pesar d'alguns èxits inicials, l'operació va ser cancel·lada a conseqüència de la contraofensiva soviètica. La Hitlerjugend es retira llavors cap a Viena, ciutat que arriba a mitjan març, rendint-se seguidament a les tropes nord-americanes.

## Ordre de batalla en1944
- SS-Panzer-Grenadier-Regiment 25
- SS-Panzer-Grenadier-Regiment 26
- SS-Panzer-Regiment 12
- SS-Panzer-Artillerie-Regiment 12
- SS-Kradschützen-Regiment 12 
  - SS-Flak-Artillerie-Abteilung 12
  - SS-Nebelwerfer-Abteilung 12
  - SS-Panzer-Aufklärungs-Abteilung 12
  - SS-Panzerjäger-Abteilung 12
  - SS-Panzer-Pionier-Bataillon 12
  - SS-Panzer-Nachrichten-Abteilung 12
  - SS-Versorgungseinheiten 12
  - SS-Instandsetzungstrupp 12
  - SS-Nachschubtruppen 12
  - SS-Wirtschafts-Battalion 12
  - SS-Sanitäts-Abteilung 12 
    - SS-Kriegsberichter-Zug (motoritzat) 12
    - SS-Feldgendarmerie-Trupp 12
    - SS-Feldpostamt (motoritzat) 12

## Comandants de la Divisió
- 24 de juny de 1943 a 14 de juny de 1944: SS-Brigadeführer Fritz Witt
- 14 de juny a 6 de setembre de 1944: SS-Brigadeführer Kurt Meyer
- 6 de setembre a 24 d'octubre de 1944: SS-Obersturmbannführer Hubert Meyer
- 24 d'octubre a 13 de novembre de 1944: SS-Brigadeführer Fritz Kraemer
- 13 de novembre de 1944 a 8 de maig de 1945: SS-Brigadeführer Hugo Kraas